# イサノサウルス
イサノサウルス（Isanosaurus）は、中生代三畳紀の現東南アジアに生息した竜脚類の属。タイ東北部で化石が発見された。
属名は、タイ語の「ภาคอีสาน (Isan) = イーサーン地方(タイ東北部)」+古典ギリシャ語の「σαῦρος (saurus) = トカゲ」の合成語で「イーサーン(から発見された)トカゲ」という意味。
頚椎から尾椎まで断片的ながら化石が見つかっている。大腿骨は、古竜脚類と比べて直線的になっており、四足歩行に適応したものになっている。